# Instituto Superior de Educação do Rio de Janeiro
O Instituto Superior de Educação do Rio de Janeiro (ISERJ), antigo Instituto de Educação do Rio de Janeiro (IERJ), é uma tradicional instituição de ensino superior pública estadual, mantida pela FAETEC, voltada à formação de profissionais da educação, e também através de seu Colégio de Aplicação (CAp-ISERJ) ofertando cursos de educação básica (Educação Infantil, Ensino Fundamental, Médio e Técnico-Subsequente).

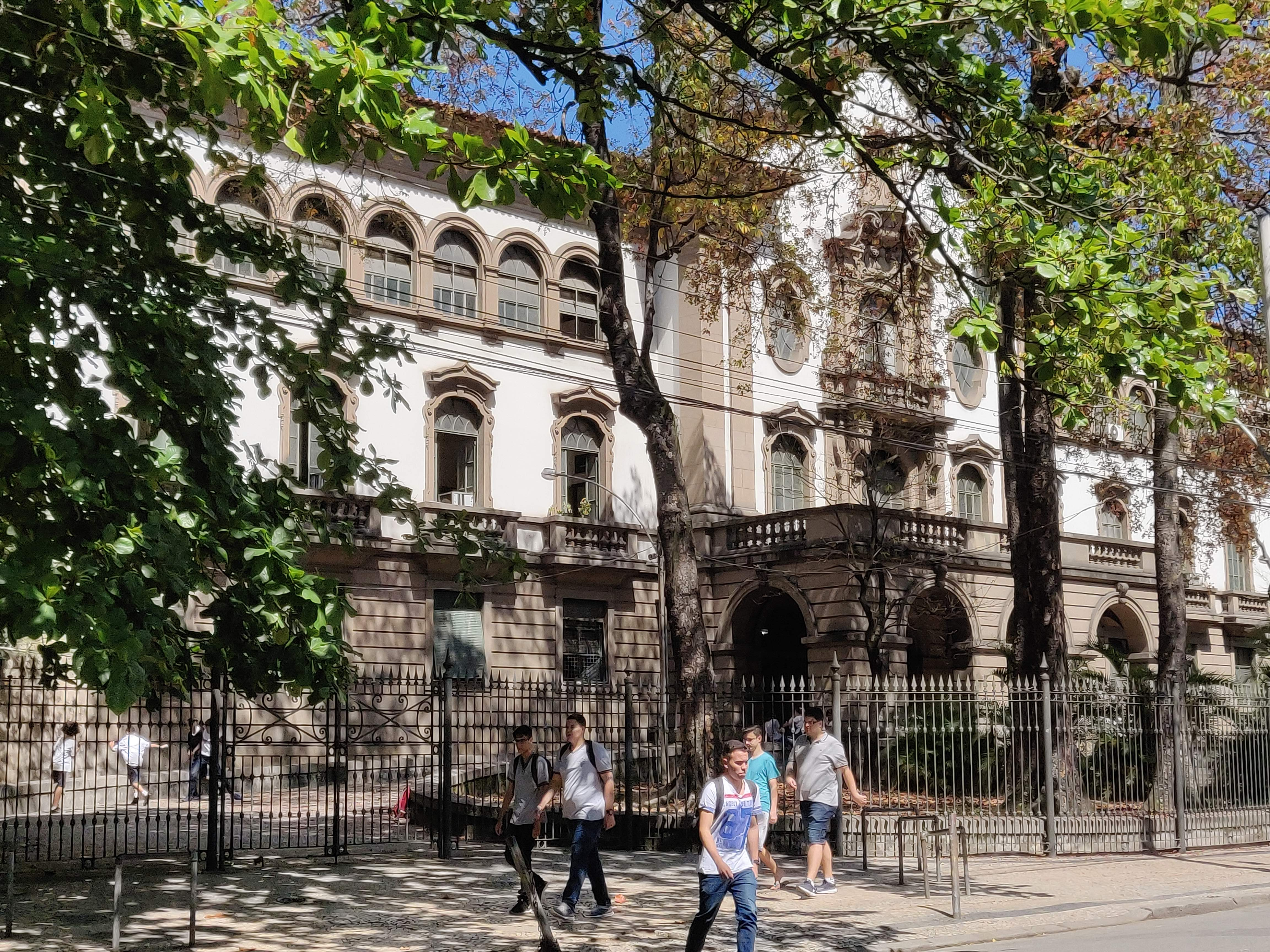
Vista do ISERJ pela Rua Mariz e Barros em 2019

É sediado em um imponente prédio em estilo neocolonial na Rua Mariz e Barros no bairro da Praça da Bandeira na cidade do Rio de Janeiro.
É uma das três unidades mantidas pela FAETEC localizadas na região do Maracanã, sendo as outras a Escola Técnica Estadual Ferreira Viana e a Escola Técnica Estadual Adolpho Bloch.
Em 2019 contava com cerca de 3200 alunos.

## História
Remonta à criação da Escola Normal da Corte pelo decreto imperial nº 7684 de 6 de março de 1880. No dia da inauguração, a 5 de abril daquele ano, estavam presentes o imperador D. Pedro II do Brasil, a imperatriz Teresa Cristina e toda a comitiva ministerial. Para primeiro diretor da escola foi nomeado Benjamin Constant Botelho de Magalhães, que depois viria a ser uma figura de grande destaque na criação da República do Brasil.
Não tinha sede própria. Começou funcionando no Colégio Pedro II, na Rua Larga. Depois, foi transferida para a Escola Politécnica no Largo de São Francisco. Mais tarde, mudou-se para a Escola Rivadávia Corrêa — todos os três endereços no Centro. Finalmente foi levada a Escola Normal para a Escola José Pedro Varella, no Largo do Estácio.
Tornava-se imperioso um prédio próprio, e o projeto de criação foi idealizado por três grandes educadores: Fernando de Azevedo, Lourenço Filho, Anísio Teixeira. Com sede na capital e formando professores que se espalhavam por todo o país, era inadmissível que a Escola Normal funcionasse em prédio alheio — esse foi o argumento que os três usaram para convencer o prefeito Antônio Prado Júnior a determinar uma sede própria para o estabelecimento. Foi escolhido um terreno utilizado como depósito das carroças que faziam a entrega de carne verde para a população.
Em 1927, o Prefeito adquiriu o terreno da Rua Mariz e Barros e instituiu um concurso para arquitetos para escolha do projeto da Escola Normal. São escolhidos os arquitetos Ângelo Bruhns e José Cortez, e a construção, em estilo neocolonial, termina em 1930.
Os convites para a inauguração, que seria no dia 12 de outubro de 1930, foram distribuídos. Acontece que, em outubro, explodiu a revolução vitoriosa de Getúlio Vargas. Começaram a correr boatos de que tropas gaúchas iriam aquartelar-se no Rio de Janeiro, mais precisamente no prédio recém-construído da Escola Normal. Os alunos e professores, temendo a invasão do prédio, carregaram todos os móveis e livros das antigas instalações para as novas. Estava inaugurada a sede da Escola Normal.
Em 1932, sendo diretor de Instrução Pública o professor Anísio Teixeira, ele e os outros dois educadores que haviam conseguido um prédio próprio para a Escola Normal, conseguiram a mudança do nome para Instituto de Educação, por meio do Decreto nº 3810 de 19 de março de 1932.
O primeiro diretor do Instituto de Educação foi o professor Fernando de Azevedo, que implementou novas diretrizes, adaptando a escola aos também novos tempos que começavam.

### História 1932 a 1971

Instituto Superior de Educação do Rio de Janeiro, 1940. Arquivo Nacional.

Em 1932, Anísio Teixeira encabeçou as reformas educacionais no Rio de Janeiro, o Distrito Federal na época, inspiradas em um movimento renovador que visava a criação de escolas que permitissem basear a formação dos novos professores na experimentação pedagógica concebida em bases científicas. Criou então as chamadas escolas-laboratórios. Com a aprovação do decreto-lei 8.530, de 2 de janeiro de 1946, conhecido como Lei Orgânica do Ensino Normal, este modelo prevaleceu em âmbito nacional.
As escolas-laboratórios, refletiriam na prática um programa ideal para a formação de novos professores de concepção Anísio Teixeira. O programa a ser implantado nas escolas normais, compreenderia três modalidades de cursos: Cursos de fundamentos profissionais, Cursos específicos de conteúdo profissional e Cursos de integração profissional.
A constituição da Escola de Professores do Instituto de Educação, a chamada Escola Normal, era exemplo prático de observância do modelo ideal formulado por Anísio.
O programa de formação de professores era iniciado no primeiro ano com estudo de Biologia educacional, Psicologia Educacional, Sociologia Educacional, História da Educação, Introdução ao Ensino — Princípios e Técnicas, Matérias de Ensino (Cálculo, Leitura e Linguagem, Literatura Infantil, Estudos Sociais, Ciências Naturais) e Prática de Ensino.
A Escola de Professores do Instituto de Educação tinha portanto uma estrutura de apoio que incluía Jardim de infância, Escola Primária, Escola Secundária, funcionando como campo de experimentação, demonstração e prática de ensino para os cursos da Escola de Professores.
O Instituto de Educação contava também com um Instituto de Pesquisas Educacionais, uma Biblioteca Central de Educação, Bibliotecas escolares, Filmoteca, Museus Escolares e Radiodifusão; Salas de Aprendizado Música, Auditórios e Laboratórios especializados.
O programa de formação de professores, com a duração de três anos, correspondia ao ciclo colegial do curso secundário e destinava-se a formar os professores do ensino primário e funcionaria em Escolas Normais e nos Institutos de Educação que abrangiam Jardim de Infância e Escola Primária anexos e ministravam também cursos de especialização de professores primários para as áreas de educação especial, ensino supletivo, desenho e artes aplicadas, música e canto e cursos de administradores escolares para formar diretores, orientadores e inspetores escolares.
Esse modelo de Escola Normal prevaleceu até a aprovação da Lei n. 5.692, de 11 de agosto de 1971.
Dentro deste contexto, as Escolas Normais passaram a gozar de alto prestigio pelo alto nível educacional e de recursos, tendo este prestigio se consolidado ao longo dos anos com os resultados positivos alcançados.
Foi neste período que o Instituto de Educação atingiu o status de Escola Modelo, com vagas altamente disputadas em rigorosa seleção de candidatos.

### Fim do modelo de Escola Normal
A ditadura militar de 1964 estabeleceu modificações no sistema educacional através de ajustes na legislação do ensino. Foi aprovada em 28 de novembro de 1968 a Lei n. 5.540/68 (BRASIL, 1968), que reformulou o ensino superior e, em 11 de agosto de 1971, a Lei n. 5.692/71 (BRASIL, 1971), que modificou os ensinos primário e médio, alterando sua denominação respectivamente para primeiro grau e segundo grau.

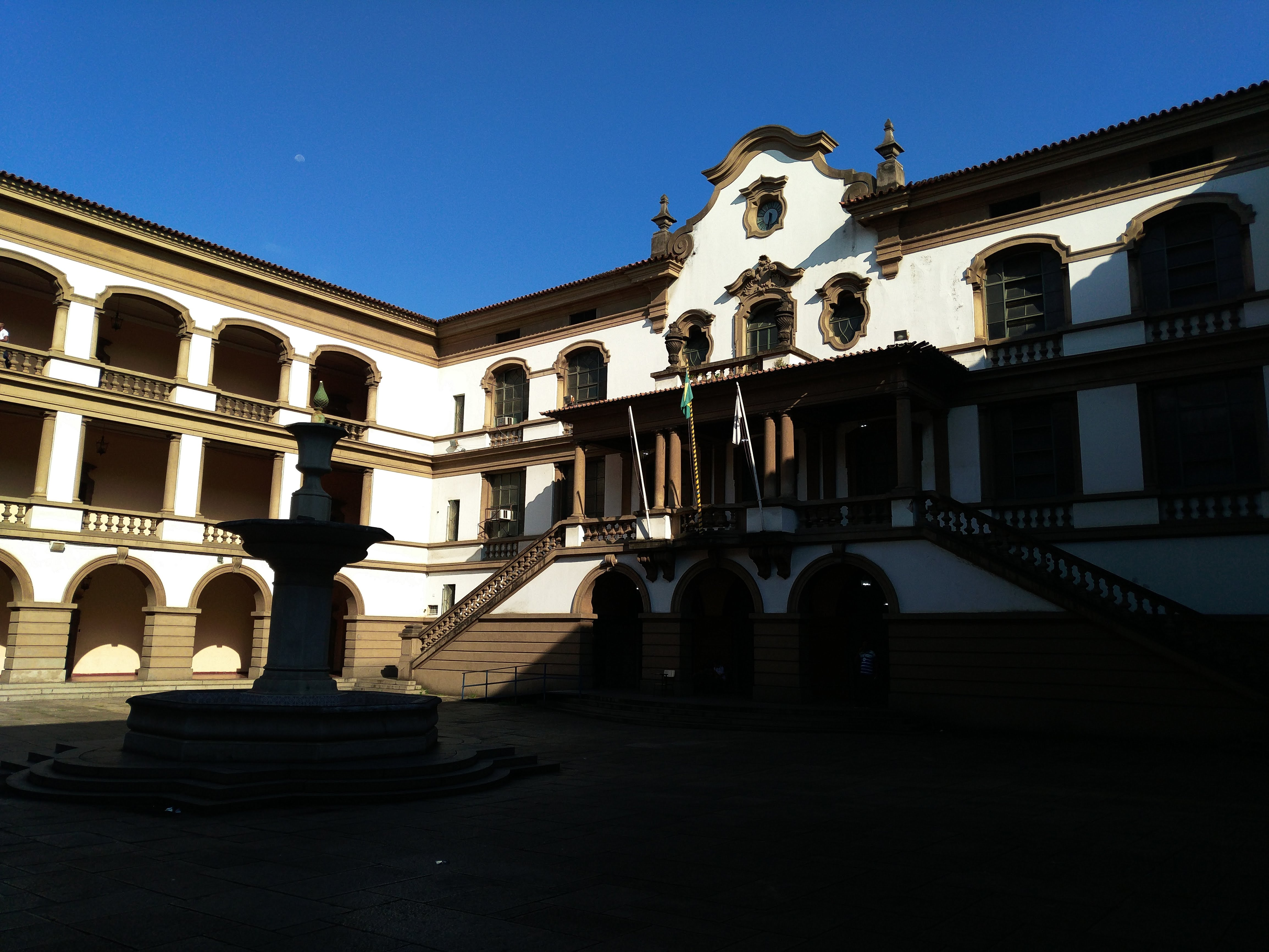
Vista do pátio do instituto em 2017

Como resultado desta legislação, uma nova estrutura de ensino foi estabelecida:

Ao invés do curso primário com a duração de quatro anos, seguido de um ensino médio subdividido em um curso ginasial de quatro anos e um curso colegial de três, passou a ter um ensino de primeiro grau com a duração de oito anos e um ensino de segundo grau de três a quatro anos.
Instituiu-se ainda um curso de segundo grau unificado, de caráter profissionalizante, que abrangia várias habilitações profissionais.
Em decorrência dessa nova estrutura desapareceram as Escolas Normais. Em seu lugar foi instituída a Habilitação Específica de 2º grau para o exercício do magistério de 1º grau (HEM).
Os anos subsequentes as mudanças de legislação de 1971 constituirão o fim do modelo educacional que havia sido responsável pelo sucesso e prestigio dos anos anteriores.
A partir dai, com a descaracterização do modelo de Escola Normal, a instituição formativa modelar — o Instituto de Educação do Rio de Janeiro, a Escola das normalistas, deixa de existir como tal e os anos de sucesso da Escola passaram a fazer parte do imaginário social da cidade uma vez que a Escola já não apresentava mais as características anteriores que a colocavam no topo da hierarquia das escolas de ensino do pais.

### Na Cultura Popular
A instituição foi utilizada durante as gravações da minissérie Anos Dourados, da Rede Globo de Televisão, no ano de 1986. A trama se passava na Tijuca da década de 1950, e o núcleo feminino juvenil estudava no Instituto de Educação.
Na atualidade, a instituição foi cenário de gravações dos filmes Podecrer!, Minha mãe é uma peça, Duetto e Mussum, o Filmis, do seriado Filhos da Pátria e da novela Bom Sucesso.

### Na Atualidade
Em 1998 o instituto saiu da estrutura da Secretaria de Estado de Educação (SEEDUC) e passou a ser mantido pela FAETEC, órgão vinculado a Secretaria de Estado de ciência e tecnologia do Rio de janeiro (SECTI-RJ). e com a chegada da fundação são implantados os cursos técnicos de Informática e Administração e curso Normal superior, o primeiro a ser ofertado por uma instituição pública no Brasil. Sendo assim a instituição passou a ofertar Educação básica, Educação superior e técnico-profissionalizante.
Neste mesmo ano é instituído o Colégio de Aplicação do Instituto superior de educação do Rio de janeiro (CAp-ISERJ) a partir daí o instituto passa formar profissionais da educação em nível superior juntamente com os alunos da educação básica.
Em 2007 o curso normal superior é transformado em Licenciatura plena em pedagogia.
Em 2012 é absorvido pelo CAp-ISERJ uma escola de educação especial localizada em uma vila ao lado do campus criando a Escola Estadual de Educação Especial ISERJ, com essa absorção e uma série de políticas institucionais o CAp-ISERJ passa a configurar-se como uma instituição referencia em educação especial.
O campus ISERJ atualmente contempla um complexo de dez prédios ocupando uma área de 38000 m², atualmente tombados pelo Instituto Estadual do Patrimônio Cultural.

## Hino do Instituto de Educação
Em 1945 foi criado o Hino dos Alunos do Instituto de Educação com letra de França de Campos e música de José Vieira Brandão, o hino reflete sobre patriotismo, as tradições da instituição e a profissão professor, na época da composição o instituto formava apenas professores.

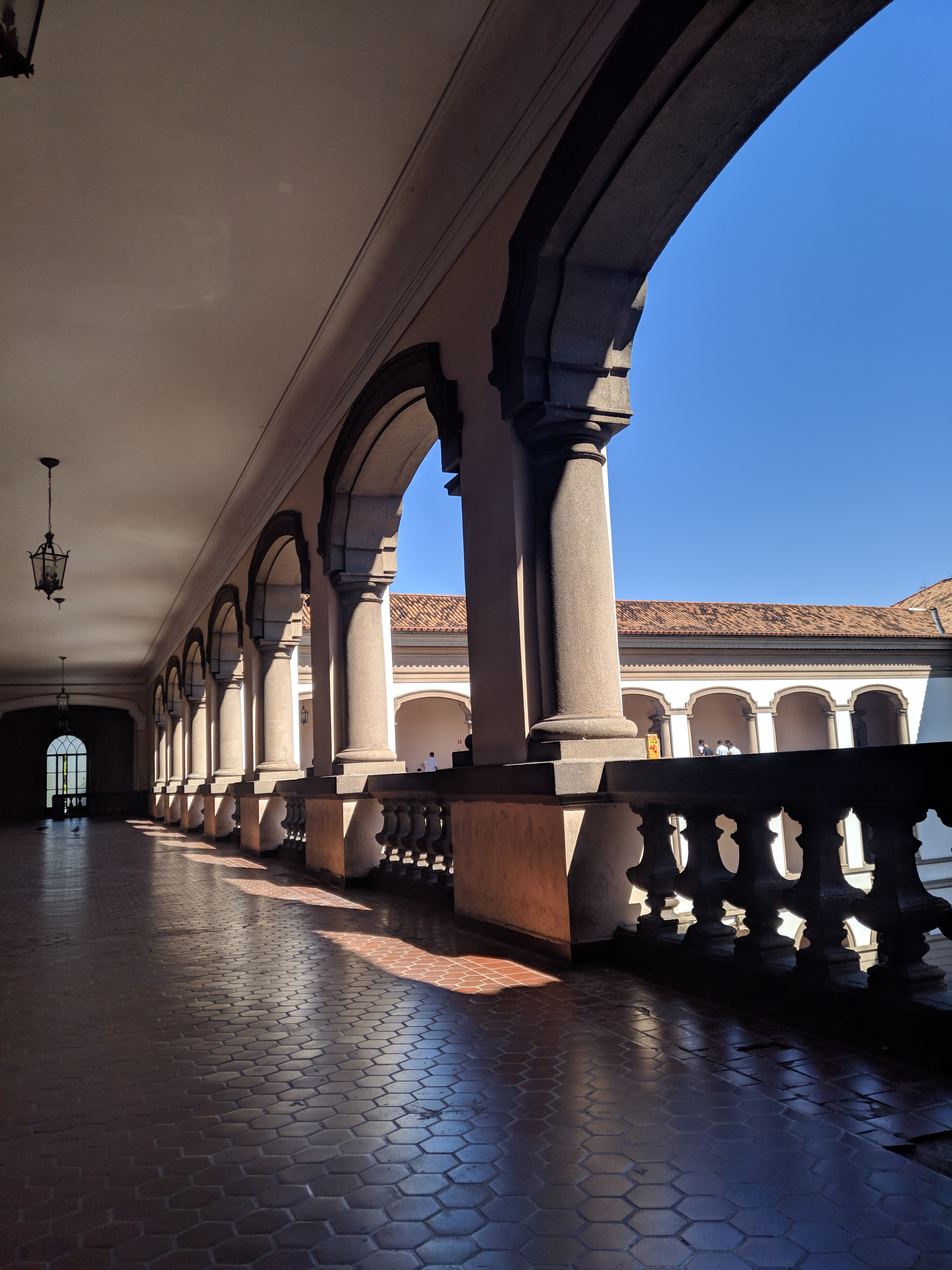
Corredor do 3º andar do prédio principal do instituto

Instituto fanal cuja história...
Tradições e lauréis vem lembrar!
Óh, luzeiro sem par, tua glória
Vimos todos de pé celebrar!
Teu clarão nossas almas inflama
Faz bem presto convictos sentir
Que o destino da pátria reclama
Nossa oferta no altar do porvir!
Salve! Glória te rendemos,
Com orgulho juvenil
Passo firme caminhemos
À vanguarda do Brasil!
Afirmamos no ardor do civismo
Nossas vidas ao bem consagrar
Santa Cruz jamais viu patriotismo
Tão grandioso o seu nome exaltar!
Prometemos formar paladinos
Conduzí-los em luz e labor
Corações que proclamem os hinos
Da justiça, da paz e do amor!!
Salve! Glória te rendemos
Com orgulho juvenil
Passo firme caminhemos
À vanguarda do Brasil!
Salve! Glória te rendemos
Com orgulho juvenil
Passo firme caminhemos...
À vanguarda do Brasil!

## Características da edificação
De estilo neocolonial, todas as paredes das salas de aula são duplas, com mais de cinquenta centímetros de espessura, o que as torna à prova de som. Os corredores, bem espaçosos, foram projetados para que os alunos tivessem a sensação de liberdade total de movimento. Um detalhe interessante é que na varanda do terceiro andar, as telhas das extremidades têm porcelana na parte de baixo. Na porcelana foram pintadas corujas, o símbolo da pedagogia. Outro detalhe que reflete a história política da construção é o acabamento de parte do subsolo do seu teatro, onde as pastilhas formam o símbolo da suástica. Também chama a atenção um chafariz que fica localizado no pátio central.

## Figuras ilustres

### Professores
- Anísio Teixeira[9]
- Basílio de Magalhães[10]
- Cândido Portinari[9]
- Clóvis Bulcão[11]
- Evanildo Bechara[12]
- Fernando de Azevedo[9]
- Heitor Villa-Lobos[9][8]
- Júlio César de Melo e Sousa, professor, educador, pedagogo, conferencista, matemático e escritor [13]
- Lourenço Filho[9]
- Lúcio Costa[14]
- Osório Duque-Estrada[10]

### Alunos
- Anitta, cantora e empresária [15][16]
- Cecília Meireles, jornalista, pintora, poetisa, escritora e professora (Patrona das alunas da instituição)[9]
- Cesar Maia, economista, prefeito do Rio de Janeiro de 1993 a 1997 e de 2001 a 2009[17]

- Himario Brandão Trinas, diretor do Colégio Militar do Rio de Janeiro
- Marieta Severo, atriz[18]
- Tônia Carrero, atriz[18][9]
- Zagallo, futebolista[19]
- Zezé Polessa, médica e atriz[18]

## Diretores-gerais
Esta é uma lista de todos os diretores-gerais que comandaram a instituição desde sua fundação. No salão nobre do instituto há quadros com os retratos de todos eles.
Escola Normal da Corte (ENC)
1. Benjamin Constant Botelho de Magalhães (1880 - 1883)
2. Sancho de Barros Pimentel
3. João Pedro de Aquino
4. Teófilo das Neves Leão
5. Francisco Carlos da Silva Cabrita
6. Joaquim Abílio Borges
7. Alfredo Augusto Gomes
8. Luís Carlos da Silva Nazareth
9. Manuel Bonfim
10. Sérvulo José de Siqueira Lima
11. José Veríssimo Dias de Matos
12. Tomás Delfino dos Santos
13. Hans Heilborn
14. Júlio Afrânio Peixoto
15. Inácio Manuel Azevedo do Amaral
16. Jaime Pombo Brício Filho
17. Ester Pedreira de Melo
18. Alfredo do Nascimento e Silva
19. José Rangel
20. Jônatas Arcanjo da Silveira Serrano

Instituto de Educação do Rio de Janeiro (IERJ)
1. Carlos Porto Carrero
2. Carlos Leoni Werneck
3. Mário Vieira de Resende
4. Carlos Accioly de Sá
5. Manuel Bergstrom Lourenço Filho
6. Francisco de Avellar Figueira de Mello
7. Basílio de Magalhães
8. Alair Accioli Antunes
9. Arthr Rodrigues Tito
10. Leonel Gonzaga Pereira da Fonseca
11. Fernando Rodrigues da Silveira
12. Francisco Venâncio Filho
13. Mário Vasconcelos da Veiga Cabral
14. Djalma Regis Bittencourt
15. Mário Paulo de Brito
16. Dídia Machado Fortes
17. Corrégio de Castro
18. João Baptista de Melo e Sousa
19. Mário Vasconcelos da Veiga Cabral
20. Haroldo Lisboa da Cunha
21. Alair Accioli Antunes
22. Mário Paulo de Brito
23. Mário da Veiga Cabral
24. Ismael de França Campos
25. Solon Leontsinis
26. Heliette Auler
27. Leon Leontsinis
28. José Teixeira de Assumpção
29. Nilson de Oliveira
30. Evanildo Bechara
31. Maria Coeli P. B. Coelho
32. Wilson Rodrigues
33. Olga Restum
34. Jorge Prado
35. Ana Maria Mônica
36. Marion Villas Boas
37. Lindomar Luísa Chaves Goldschmidt
38. Maria de los Angeles
39. Rodolfo Gutierrez
40. Gylce da Silva Oliveira Santos
41. Mário de Jesus Alexandre

Instituto Superior de Educação do Rio de Janeiro (ISERJ/FAETEC)
1. Hasenclever Martinelli
2. Antônio João C. Ribeiro
3. Ubiratan Castro Vianna
4. Sandra Regina Pinto Santos (2007-2022)
5. Giovane Saionara Ramos (2022-Atualidade)

## Galeria de Imagens

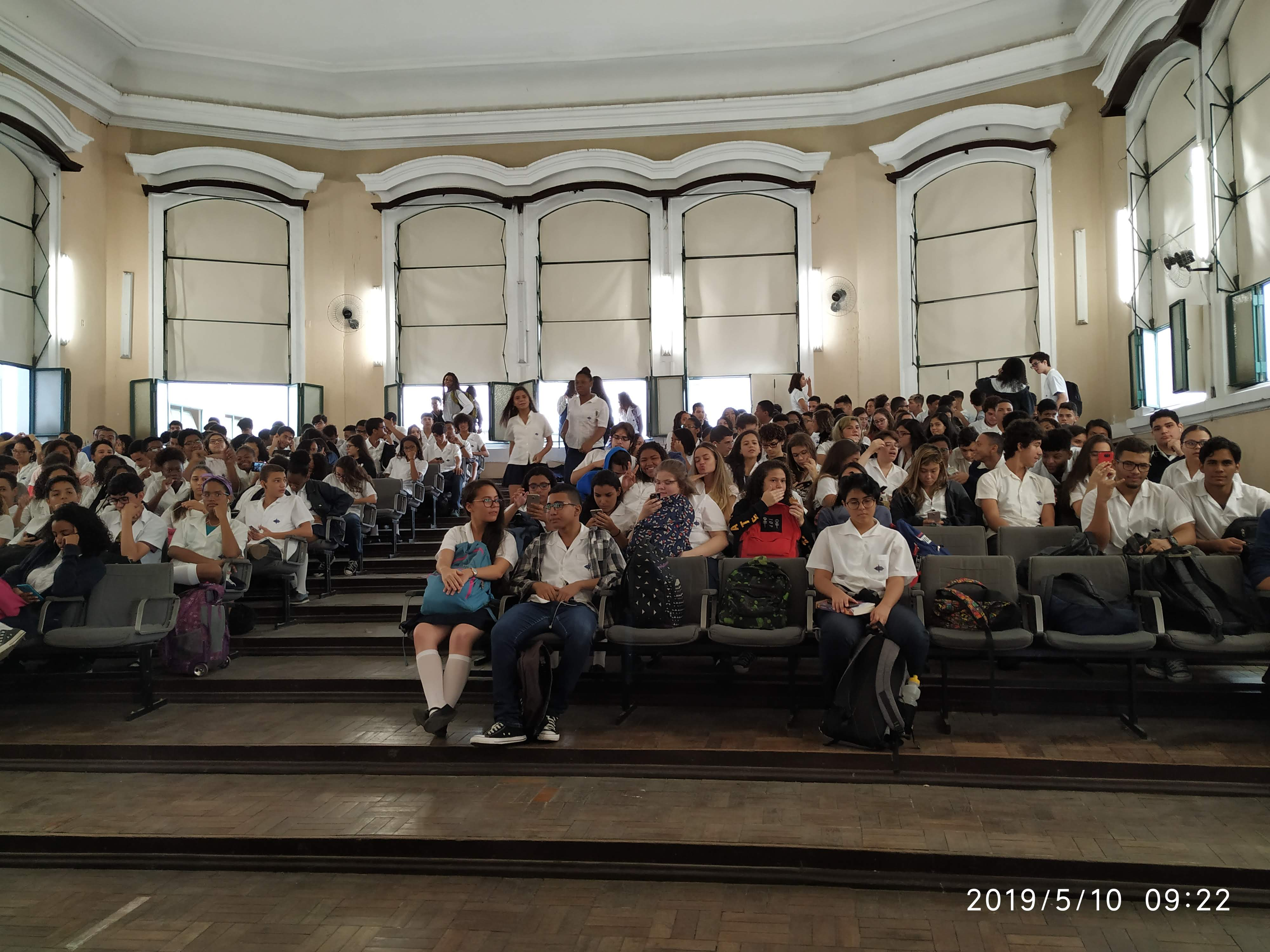
Alunos e professores do instituto reunidos no "auditório 133" para palestra
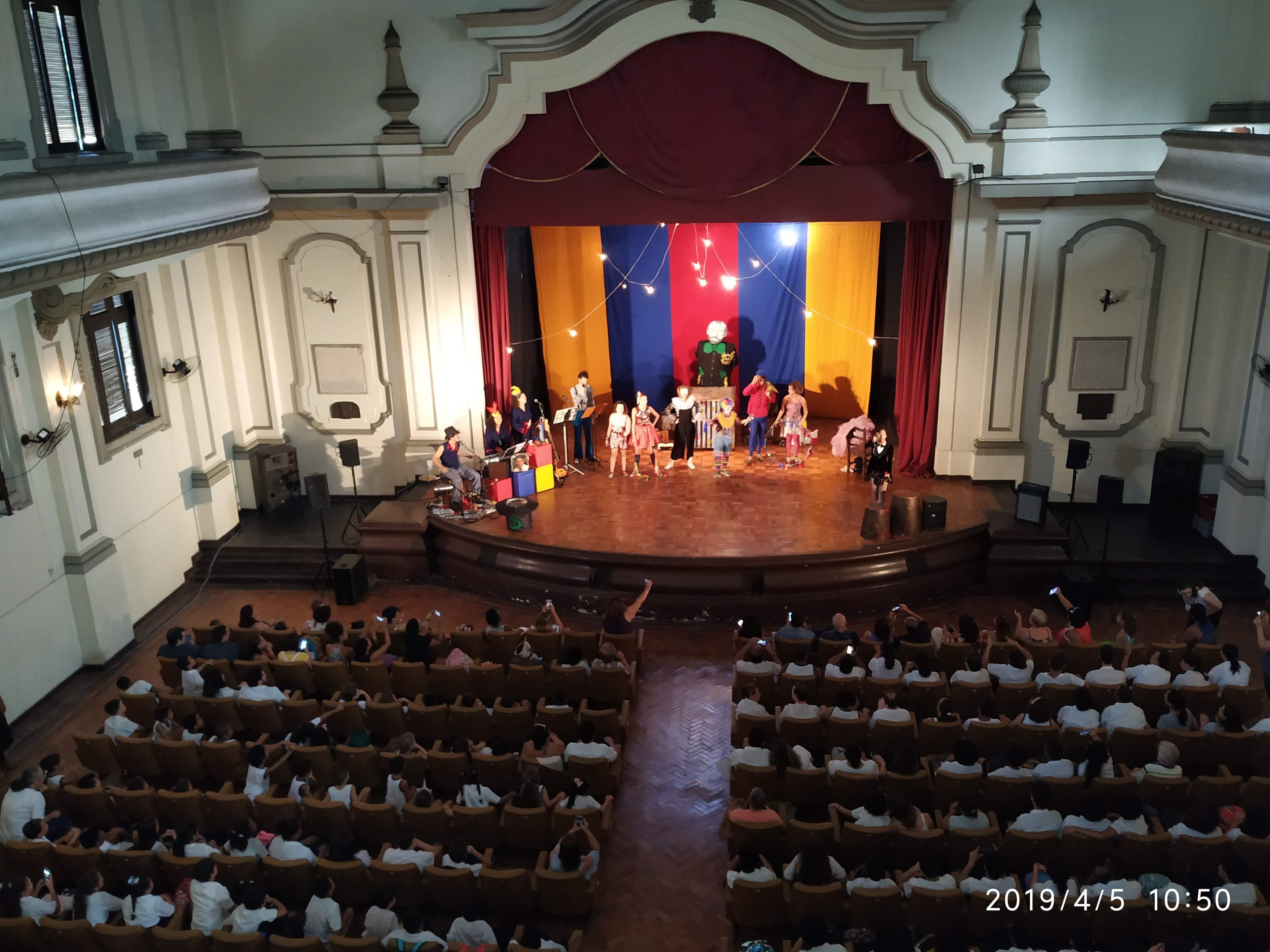
Teatro do instituto durante comemorações do aniversário de 139 anos da instituição em 5 de abril de 2019
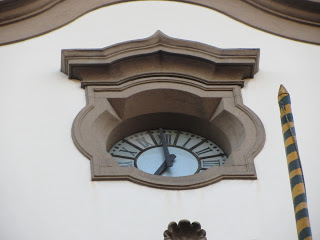
Relógio no pátio central
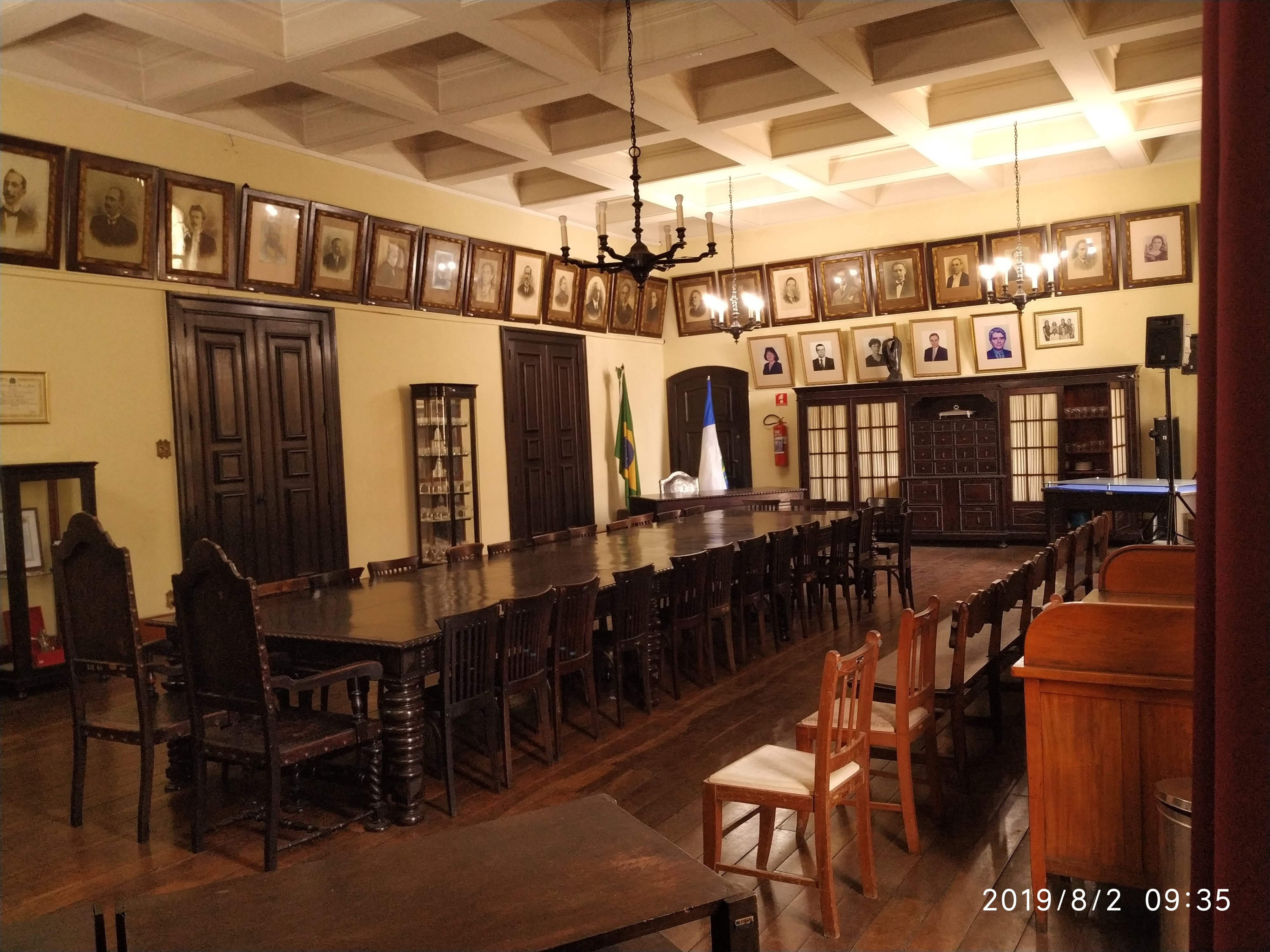
Salão nobre, local de reuniões da direção geral da instituição, contém quadros dos 66 diretores gerais do ISERJ
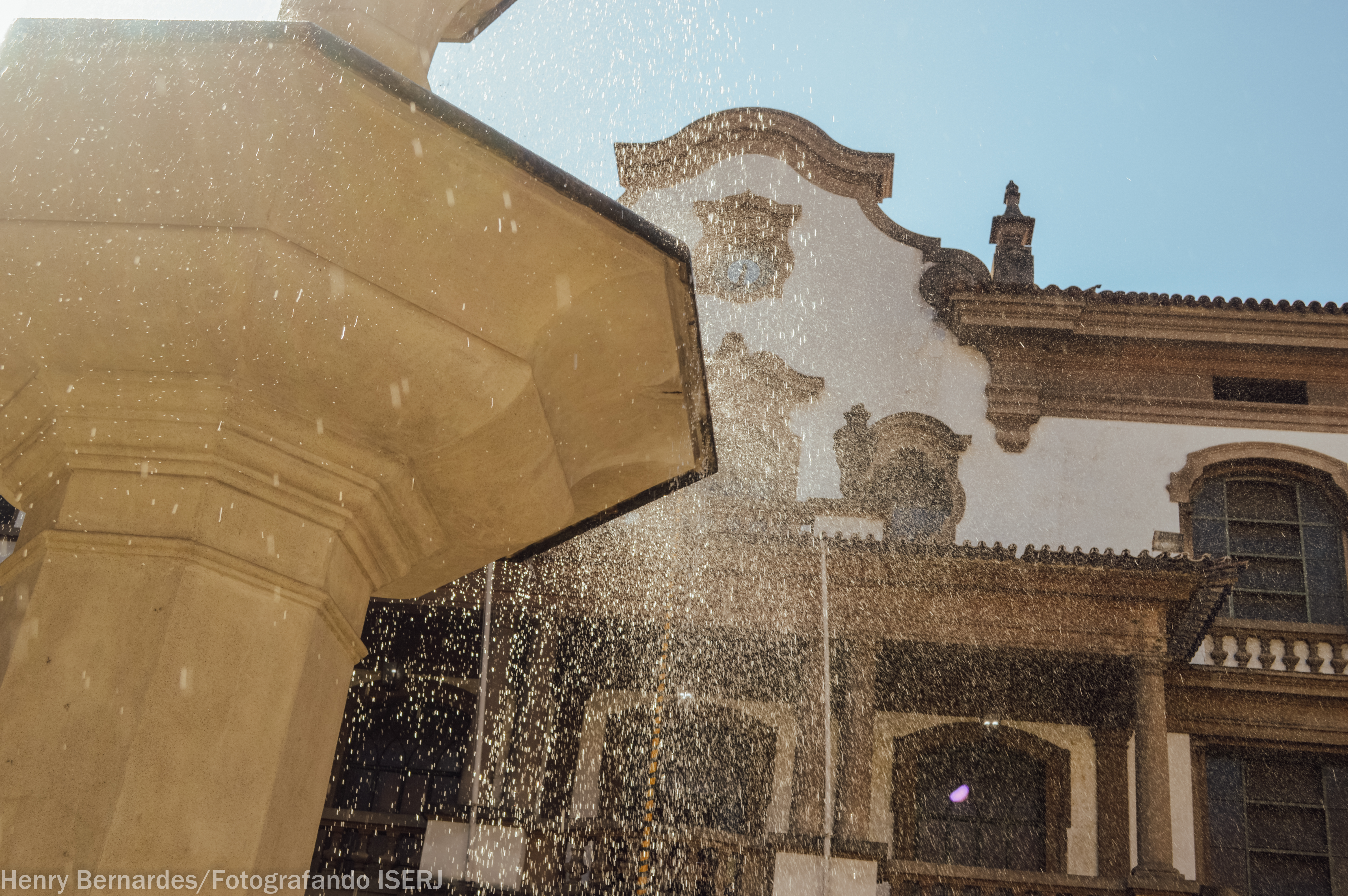
Vista do Pátio interno do iserj com o chafariz ligado em primeiro plano
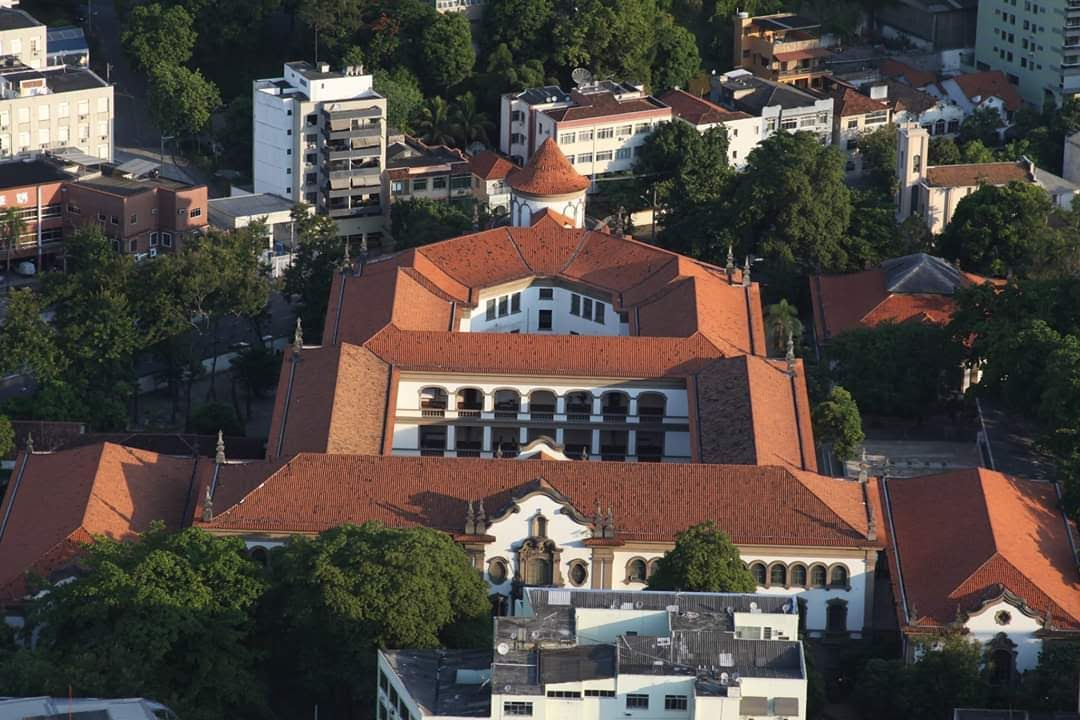
Vista aérea do campus do ISERJ em 2020
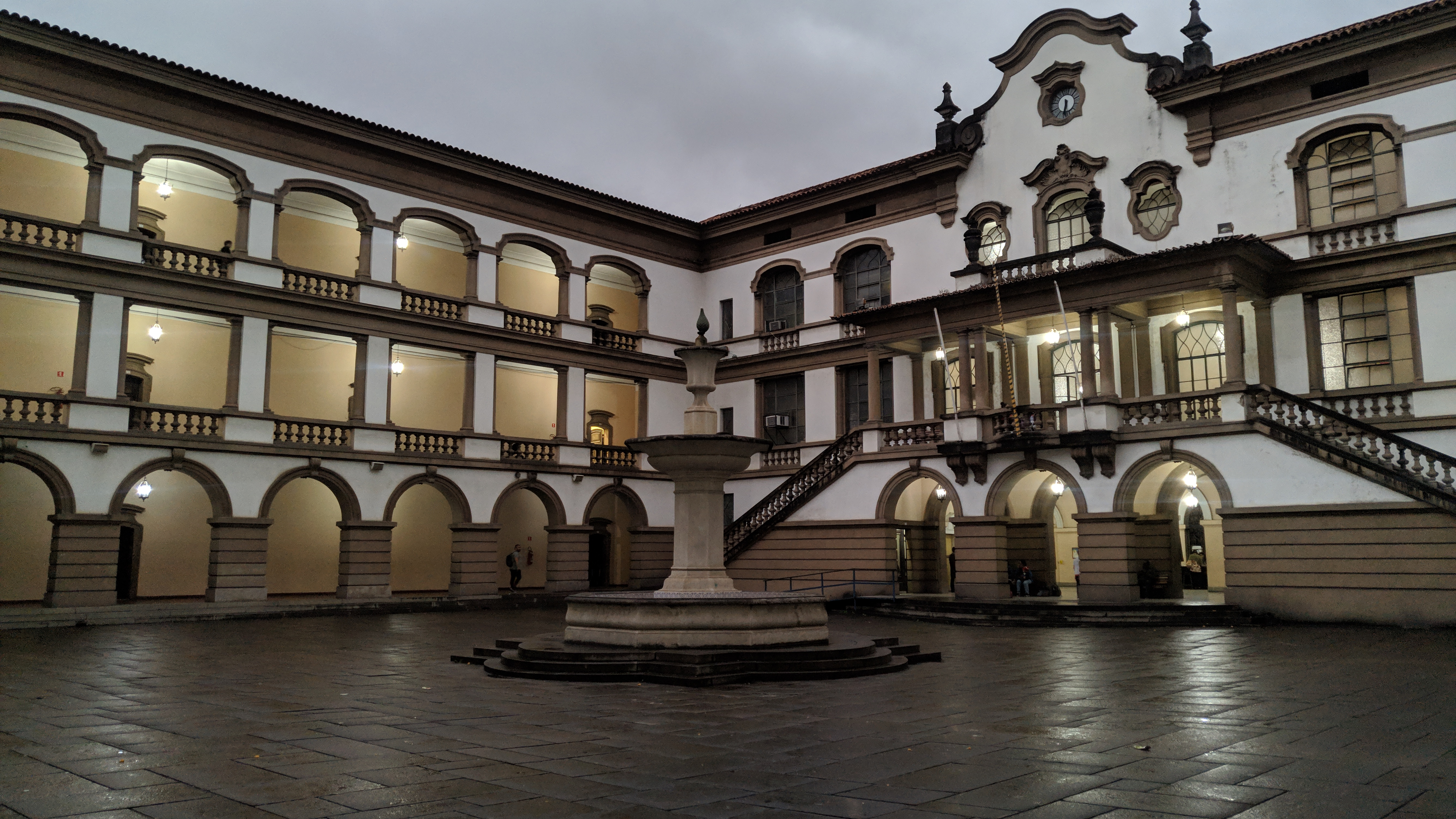
Vista do Pátio do ISERJ em 2016
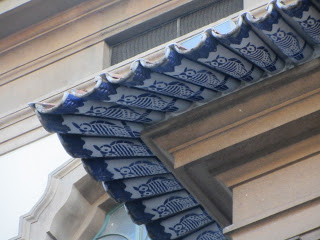
Corujas (Símbolo da pedagogia) nas telhas da varanda do 2º Andar
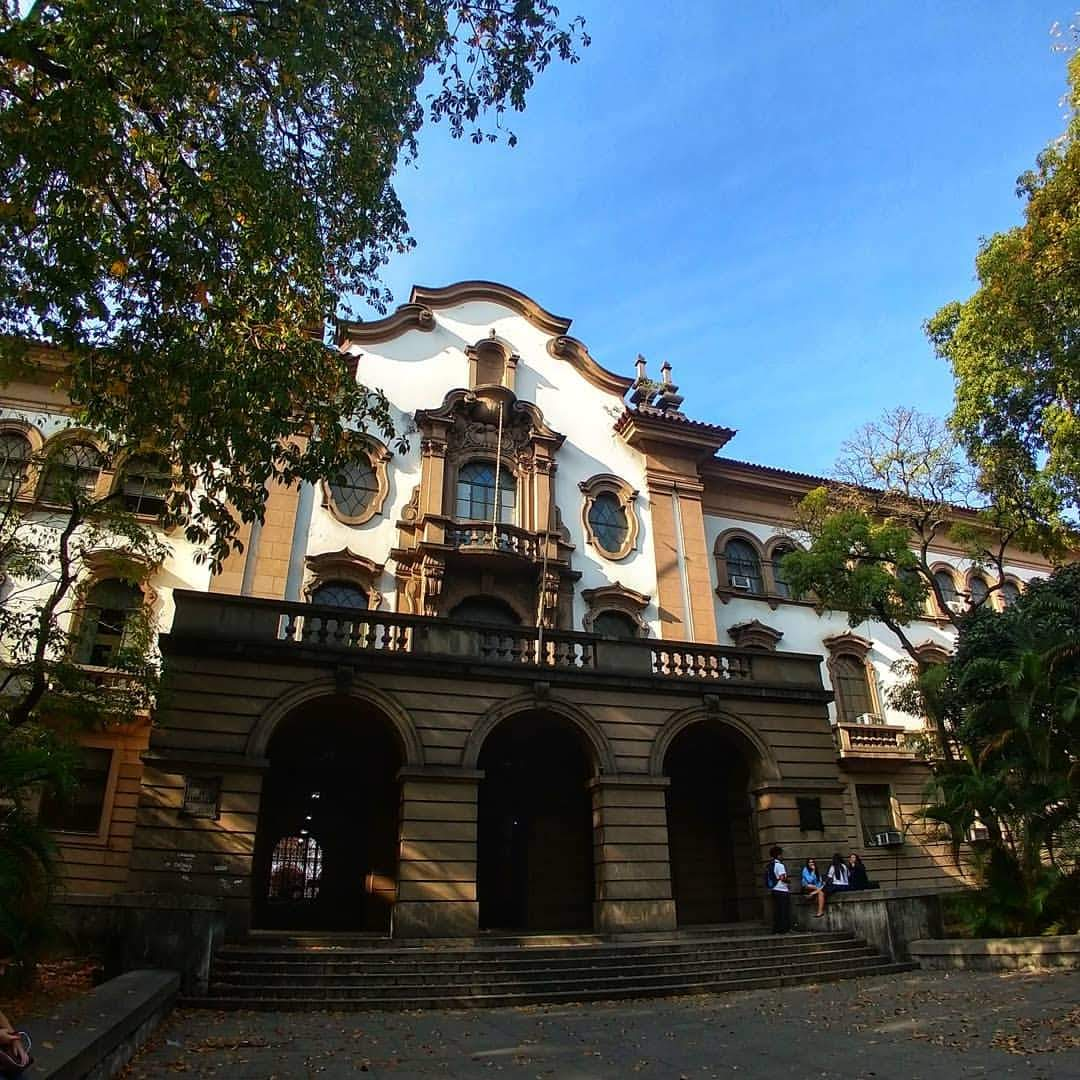
Fachada do Iserj
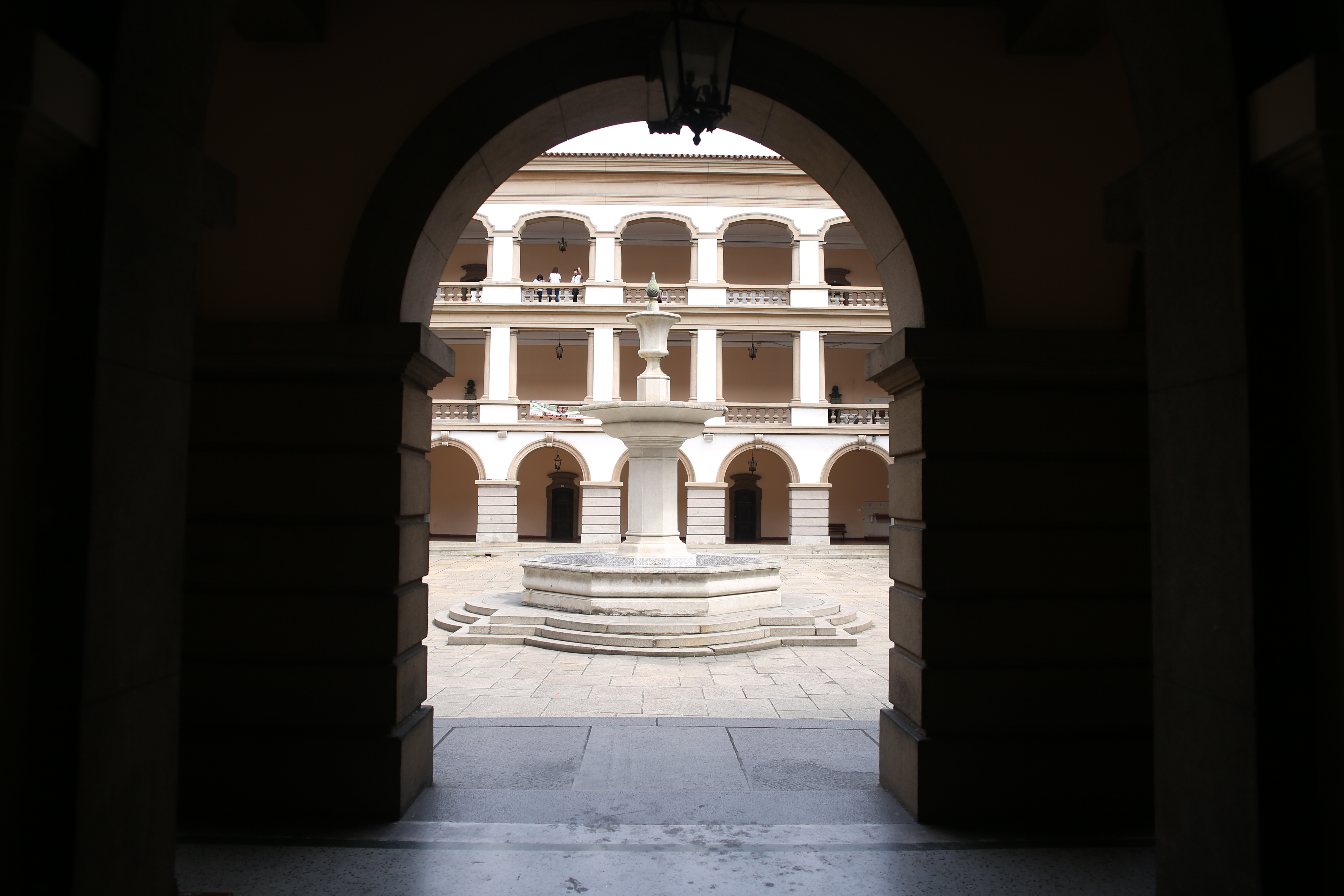
Entrada do Pátio
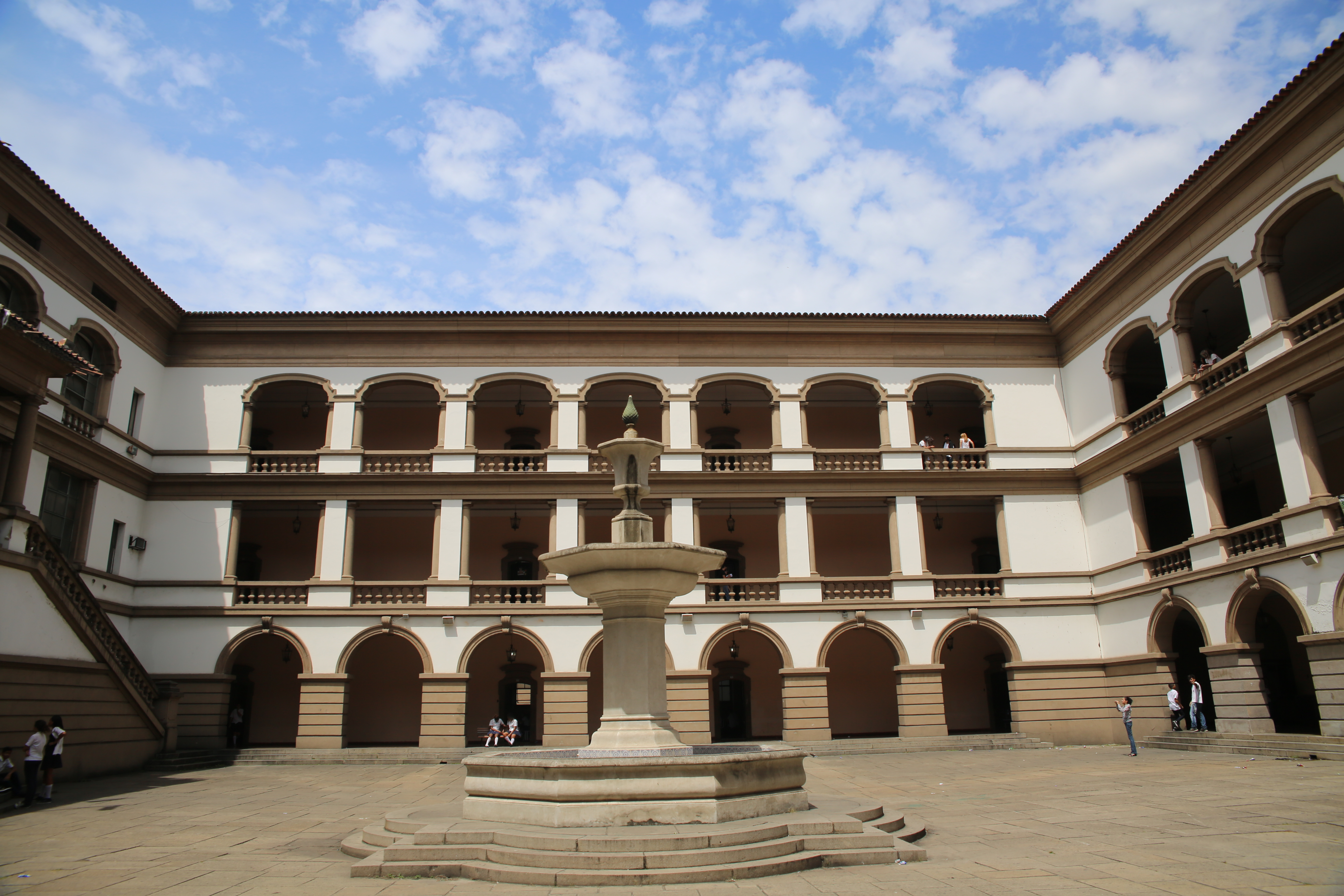
Pátio do ISERJ

## Cursos
Atualmente sobre gestão da FAETEC o ISERJ oferece os seguintes cursos;
| Educação Básica - Educação Infantil - Ensino Fundamental I e II - Ensino Fundamental EJA - Ensino Médio Regular (Formação Geral) - Ensino Médio EJA | Educação técnico-profissionalizante - Ensino Médio Técnico Integrado em Administração - Ensino Médio Técnico Integrado em Informática - Técnico Subsequente em Administração - Técnico Subsequente em Informática - Técnico Subsequente em Secretaria Escolar | Ensino Superior - Licenciatura em Pedagogia - Pós Graduação em Gestão educacional integrada - Pós Graduação em Educação museal |